# Vanilla utteridgei
Vanilla utteridgei är en orkidéart som beskrevs av Jeffrey James Wood. Vanilla utteridgei ingår i släktet Vanilla och familjen orkidéer. Inga underarter finns listade i Catalogue of Life.